# Non sono un uomo facile
Non sono un uomo facile (Je ne suis pas un homme facile) è un film del 2018 diretto da Eléonore Pourriat, che ne ha anche scritto la scenenggiatura.

## Trama
Lo scapolo Damien inventa app per una grande azienda parigina: la sua ultima invenzione è un app di incontri disegnata solo per gli uomini, ricca di riferimenti espliciti e volgari, spesso poco rispettosi del genere femminile. Miglior amico di uno scrittore sposato, in attesa del terzo figlio, ne copre il tradimento e lo spinge a comportarsi come un marito poco attento, non aiutando la moglie nelle faccende domestiche e dimenticandosi addirittura il suo compleanno. 
Un giorno, tornando dalla presentazione del libro dell'amico, in cui inutilmente aveva flirtato con l'assistente dell'amico, Alexandra, si gira per fare molestie di strada a due ragazze e sbatte la testa contro un palo, svenendo. 
Si risveglia in un mondo opposto: le donne hanno da sempre il ruolo degli uomini, con tutto ciò che ne consegue. Damien, convinto sciovinista, non riesca a capire quel mondo e con difficoltà riesce a muovere i primi passi nel mondo parallelo. Costretto a indossare vestiti attillati e poco coprenti, viene prima licenziato dal lavoro per aver offeso la capa e poi riesce ad essere assunto da Alexandra, come assistente, che in quel mondo è una famosa scrittrice con molti partner. La donna lo assume per scrivere un libro su di lui: l'uomo infatti continua a parlare del mondo da cui proviene, in cui sono gli uomini a guidare, portare a casa lo stipendio e conquistare le donne. 
La storia si complica quando Damien si avvicina al movimento maschilista, diventa amante di Alexandra e sarà costretto a cercare di capire e decifrare le regole opposte a quelle in cui è cresciuto.

## Distribuzione
Il film è stato distribuito da Netflix a partire dal 13 aprile 2018.

## Accoglienza
Il film ha ottenuto 6,3/10 stelle nel sito Internet Movie Database, su 14.322 recensioni. Su Rotten Tomatoes ha ottenuto l'80% nelle recensioni di critici e addetti al lavoro, e il 72% nelle recensioni degli utenti.